# Licenza
Licenza là một đô thị ở tỉnh Roma trong vùng Latium thuộc Ý, có cự ly khoảng 40 km về phía đông bắc của Roma. Tại thời điểm ngày 31 tháng 12 năm 2004, đô thị này có dân số 925 người và diện tích là 17,7 km².
Licenza giáp các đô thị: Mandela, Monteflavio, Percile, Roccagiovine, San Polo dei Cavalieri, Scandriglia.